# Berkeley B95
Der Berkeley B95 ist ein Mini-Sportwagen, den der britische Hersteller Berkeley Cars von März 1959 bis Dezember 1960 als Nachfolger des B90 Twosome baute. Neben dem B95 gab es noch die stärkere Version Berkeley B105.
B95 und B105 wurden von einem luftgekühlten Zweizylinder-Viertakt-Reihenmotor mit 692 cm³ Hubraum (Bohrung × Hub = 70 mm × 90 mm) angetrieben. Die obengesteuerten Motoren von Typ Super Meteor wurden von Royal Enfield zugeliefert. Beim B95 war der Motor 7,25:1 verdichtet und gab 40 bhp (29 kW) bei 5500/min. ab. Beim ebenfalls auf dem Genfer Auto-Salon 1959 vorgestellten B105 war der Motor 8:1 verdichtet und leistete 50 bhp (37 kW) bei 6250/min. Die Motorleistung wurde über ein Vierganggetriebe und eine Duplexkette an die Vorderräder weitergeleitet. Vorder- und Hinterräder waren, wie beim Vorgänger, einzeln aufgehängt und hatten Schraubenfedern.
Die Motoren hatten einen Lucas-“Bendix”-Anlasser und eine separate Lichtmaschine.
Die Karosserie der Wagen entsprach auch dem Vorgängermodell und war in drei Sektionen (Bodengruppe, Front, Heck) aus GFK aufgebaut. Geändert hatte sich gegenüber dem Vorgänger die Front, die nun höher war, um Platz für den größeren Motor zu bieten, einen größeren Kühlergrill und Scheinwerfer ohne die zusätzlichen, schrägen Abdeckungen zeigte. Der B105 war bei gleichem Radstand und gleicher Breite um 64 mm länger als der B95.
Der B105 erreichte eine Höchstgeschwindigkeit von 160 km/h, war also ein „Hundertmeilenauto“.
Für den Prototyp bediente man sich eines B90 Twosome mit der Rahmennummer 638, dessen Karosserie verstärkt und dessen Front wie bei den späteren Serienmodellen umgestaltet wurde, um den größeren Motor aufzunehmen. Mitte Februar 1959 wurde dieser Wagen zwei Wochen lang von der Royal-Enfield-Fabrik erprobt. In dieser Zeit absolvierte er ein Testprogramm von 800 km auf normalen Straßen und 1600 km Tests bei der Motor Industry Research Association (MIRA). Als der B95 im März 1959 vorgestellt wurde, hatten Testfahrer von Berkeley weitere 4000 km auf normalen Straßen und Rundstrecken abgespult. Um den Ruf, der durch die wenig standfesten Zweitaktmotoren des Vorgängers angekratzt war, zu verbessern, gab die Firma bekannt, dass es in der Testphase keine ungeplanten Stops wegen mechanischer Probleme gegeben habe und dass man vorhätte, die Tests fortzuführen, bis eine Gesamtstrecke von 24.000 km abgespult sei.
Bei seiner Vorstellung kostete ein B95 £ 659. Der erste B95 wurde Ende März 1959 zum Straßenverkehr zugelassen. Etwa einen Monat später wurde der erste B105 ausgeliefert. Von beiden Modellen zusammen entstanden etwa 175 Exemplare, wovon 15–20 Stück exportiert wurden. Ende 1960 wurde die Fertigung ohne Nachfolger eingestellt; es handelt sich um das letzte Serienmodell des Herstellers.